# Groningen Stad Marathon
De Groningen Stad Marathon was een hardloopevenement, dat jaarlijks van 2006 tot en met 2008 werd gehouden in de stad Groningen. In 2006 werd de Groningen Stad Marathon voor het eerst gehouden. Naast de hoofdafstand van de hele marathon (42,195 km) kon er ook worden gelopen op de halve marathon, 10 km en estafetteloop. De start en finish vonden plaats op de Vismarkt. Voor de hele marathon gold een limiet van 5 uur en 30 minuten.
In april 2009 werd bekend, dat er niet voldoende financiële middelen waren voor een nieuwe editie. Er werd faillissement aangevraagd. Het bleek moeilijk nieuwe sponsoren aan te trekken. Als een van de oorzaken werd het gemis van de stuwende kracht van oprichter Vincent Hillebrand genoemd. Deze kwam door een noodlottig ongeval om het leven bij de organisatie van een ander loopevenement, de 10 van Tynaarlo.

## Parcours
Het parcours liep door en om de stad heen. Het parcours ging door onder andere Haren, langs de Hoornseplas, door het Stadspark, door Kardinge, door Noorderhoogebrug, door de binnenstad en door verschillende buitenwijken van de stad Groningen.

## Statistiek

### Parcoursrecords
- Mannen:  TAN Msenduki Mohamed Ikoki - 2:14.21 (2007)
- Vrouwen:  RUS Rimma Pushkina - 2:45.51 (2007)

### Winnaars
| Jaar              | Heren                  | Heren | Heren   | Dames                     | Dames | Dames   |
| Jaar              | winnaar                | land  | tijd    | winnaar                   | land  | tijd    |
| ----------------- | ---------------------- | ----- | ------- | ------------------------- | ----- | ------- |
| 21 september 2008 | Iwan Kamminga          | NED   | 2:29.47 | Margo Scholing            | NED   | 3:23.47 |
| 16 september 2007 | Msenduki Mohamed Ikoki | TAN   | 2:14.21 | Rimma Pushkina            | RUS   | 2:45.51 |
| 27 augustus 2006  | Samson Loywapet        | KEN   | 2:14.29 | Bianca Sinia-van der Veen | NED   | 3:28.13 |

## Edities

### 2006
In 2006 werd de Groningen Stad Marathon gehouden op 27 augustus. Bij de hele marathon startten 600 deelnemers (510 mannen en 90 vrouwen). Daarvan bereikten 562 deelnemers (484 mannen en 78 vrouwen) de finish. De hele marathon werd gewonnen door Samson Loywapet met een tijd van 2:14.29. De halve marathon werd gewonnen door Niels de Bruin met een tijd van 1:13.16.

### 2007
In 2007 werd de Groningen Stad Marathon gehouden op 16 september. De route was iets gewijzigd ten opzichte van 2006. Start en finish vonden plaats op de Vismarkt en het lastige gedeelte aan het eind van het parcours (met de vele klinkers en bochten) was gewijzigd, waardoor het parcours sneller werd. Verder was de Groningen Stad Marathon in 2007 aan de Noordelijke Marathon Kampioenschappen (voor de provincies Groningen, Drenthe, Friesland en Overijssel) verbonden.
Van de 316 finishers waren er 276 man en 40 vrouw. De hele marathon werd gewonnen door Msenduki Mohamed Ikoki uit Tanzania in een tijd van 2:14.21 uur. Bij de vrouwen won Rimma Pushkina uit Rusland in een tijd van 2:45.51 uur.

### 2008
In 2008 werd de marathon gehouden op 21 september. Van de 242 finishers waren er 211 man en 31 vrouw. De 10-kilometerafstand was tevens Noordelijke Kampioenschap (voor de provincies Groningen, Drenthe, Friesland en Overijssel).
Actief:
Amsterdam ·
Burgh-Haamstede ·
Eindhoven ·
Enschede ·
Etten-Leur ·
Hilvarenbeek ·
Hoorn ·
Leiden ·
Oosterbierum ·
Rotterdam ·
Spijkenisse ·
Terneuzen ·
Terschelling ·
Utrecht ·
Zaltbommel

Niet meer actief:
Apeldoorn ·
Den Haag ·
Den Haag (strand) ·
Groningen Stad Marathon ·
Hoofddorp ·
Klazienaveen ·
Leeuwarden ·
Maassluis ·
Meerssen ·
Noordseschut ·
Scheveningen-Zandvoort ·
Schoorl ·